# 阿野一里塚

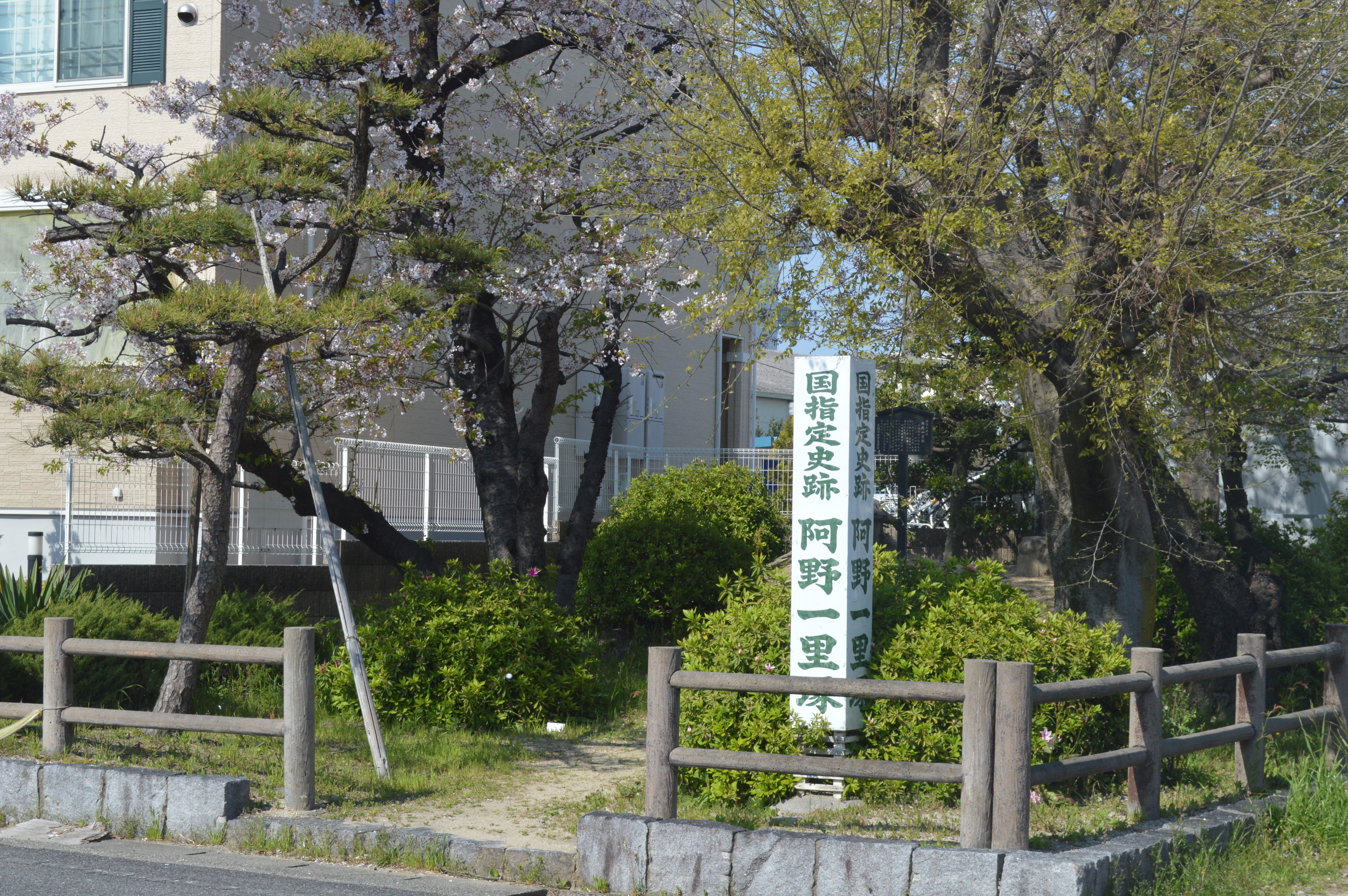
阿野一里塚

阿野一里塚（あのいちりづか）は、愛知県豊明市阿野町にある一里塚。1936年（昭和11年）12月16日に国の史跡に指定された。

## 歴史
東海道の池鯉鮒宿と鳴海宿の間に位置する一里塚であり、日本橋から数えて86番目の一里塚である。慶長9年（1604年）、徳川家康の命を受けて永井白元と本田光重によって築かれた。
左右両側とも現存する一里塚は全国的にも珍しいとして、1936年（昭和11年）12月16日に国史跡に指定された。指定時には以下のように言及されている。

## ギャラリー

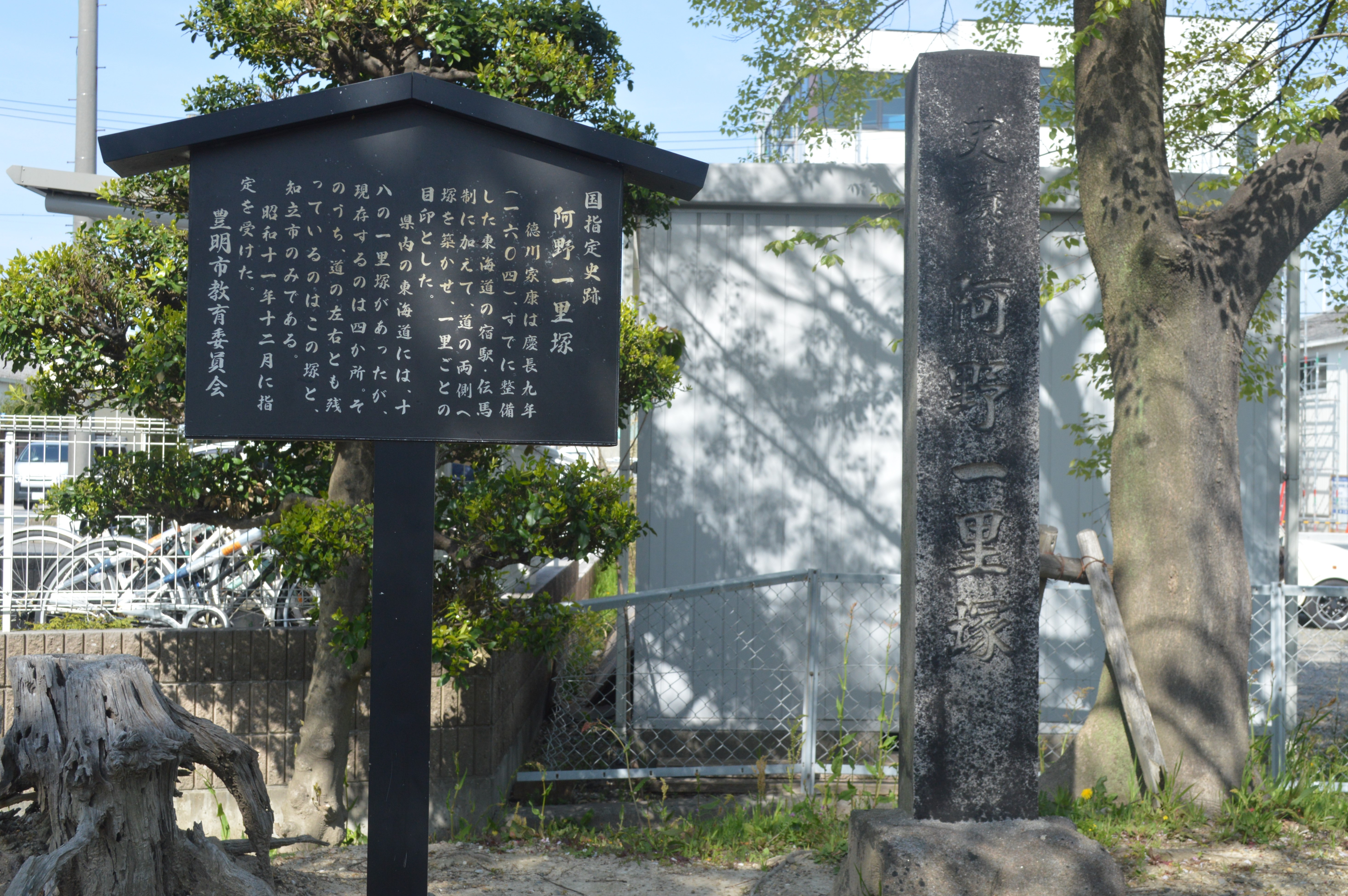
看板と石碑
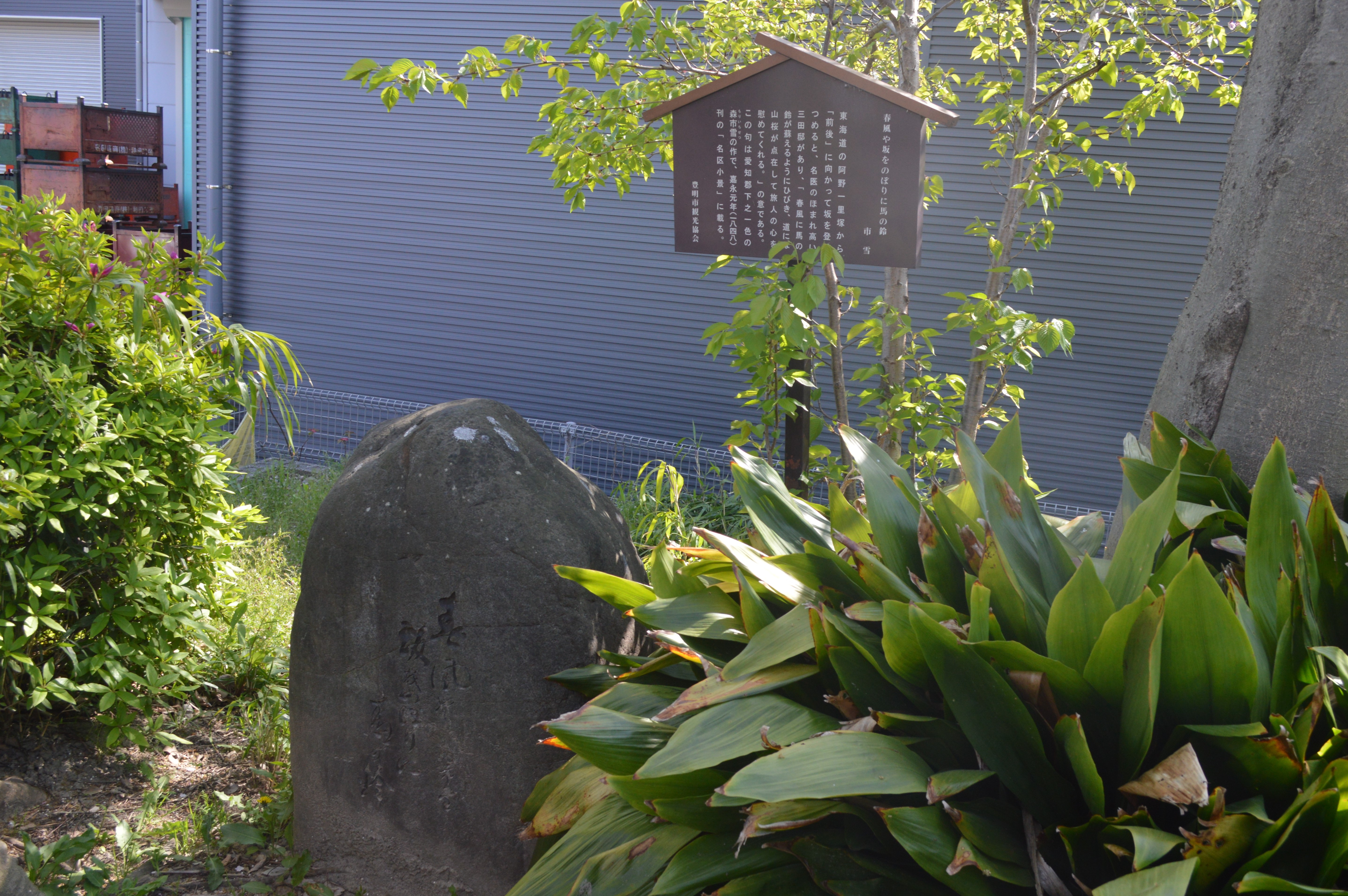
句碑
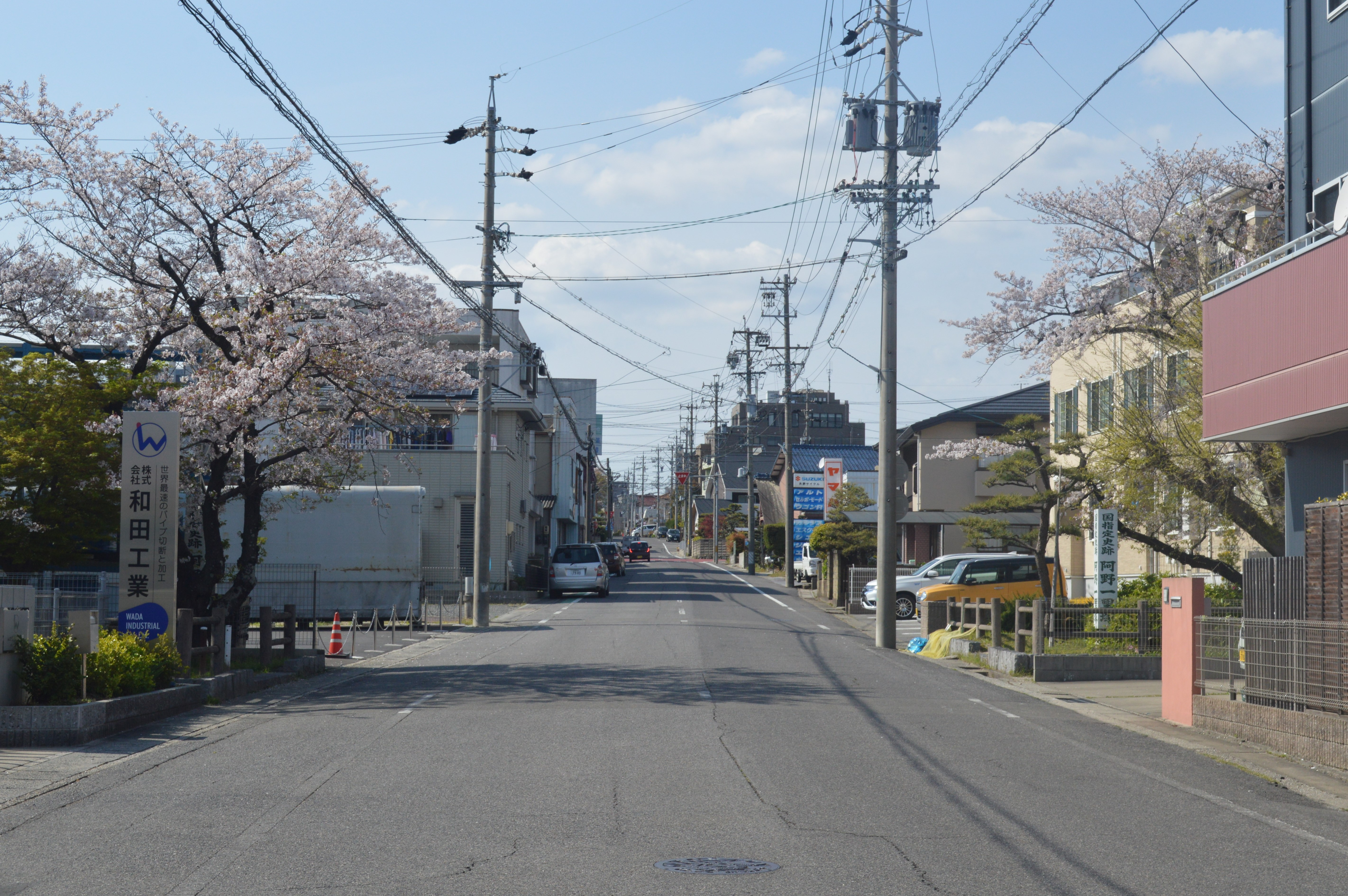
東から見た阿野一里塚

## 現地情報
所在地
- 470-1141：愛知県豊明市阿野町池下114・長根4

交通アクセス
- 名鉄名古屋本線 前後駅から徒歩で約11分[2]。